# Sei Shōnagon
Sei Shōnagon (清少納言) est une dame de cour, femme de lettres, auteure des Notes de chevet, l'un des chefs-d'œuvre de la littérature japonaise de l'époque de Heian (IXe – XIIe siècles).

## Biographie
Sei Shōnagon est née vers 966 dans le clan Kiyohara. On ne connaît pas avec certitude son nom de naissance, qui est peut-être Kiyohara Nagiko. Sei Shōnagon est son nom nyōbō : Sei (清) est le premier élément du nom de son clan (清原), et shōnagon était le titre d'un poste gouvernemental.
Fille de Kiyohara no Motosuke, elle appartient à la cour de l'empereur Ichijō et elle devient en 991  dame de compagnie de l'impératrice de Fujiwara no Teishi (藤原定子). Après la mort en couches de celle-ci en 1001, elle quitte la cour impériale. On ne sait rien de certain de sa vie ultérieure. Elle meurt après 1013.

## Œuvre
Son œuvre Makura no sōshi fait partie du genre zuihitsu, c'est-à-dire une collection de listes, de poésies, de complaintes, d'anecdotes, de réflexions et d'observations glanées tout au long de son séjour à la cour. Sei Shōnagon laisse libre cours à son esprit dans ce texte inclassable, qui préfigure le fragment de la littérature contemporaine.
On estime que les Notes de chevet ont été achevées entre 1001 et 1010.
Makura no sōshi et le Dit du Genji (Genji monogatari), de sa contemporaine Murasaki Shikibu, les deux grands chefs-d’œuvre de leur époque, sont souvent considérés comme des sommets de la littérature mondiale.

## Œuvres traduites en français
- Notes de chevet [Makura no soshi], traduit du japonais par André Beaujard, Gallimard, Collection Connaissance de l'Orient (no 22), Série japonaise, 1966 ; Collection Connaissance de l'Orient, format poche (no 5), Série japonaise, 1985 et la fameuse œuvre : Choses qui font battre le cœur. Edition 2022 : Choses qui rendent heureux et autres notes de chevet, Gallimard, Folio Sagesses, 2022.